# Семенюк Едуард Павлович
Едуа́рд Па́влович Семеню́к (нар. 10 червня 1935, Жмеринка) — український сучасний філософ, завідувач кафедри філософії Національного лісотехнічного університету України (Львів), 1979 — доктор філософських наук, 1989 — професор.

## Життєпис
Займається дослідженням філософії та методології сучасної науки, проблем інформації в суспільстві та науці, питаннями інформатики та інформаційної культури особистості, філософією загального розвитку та глобалізації.
Походить з родини службовця, закінчив середню школу, 1957 закінчив радіотехнічний факультет Львівського політехнічного інституту.
Працював інженером-технологом збирального цеху підприємства 49 (завод «Львівприлад»), в 1958—1960 роках служив в лавах Радянської армії.
Після арімії працював в 1960—1961 роках КБ «Термоприлад» інженером-конструктором, 1963—1967 — провідний інженер.
У 1961—1963 роках — інженер, по 1967 році — старший інженер військового представництва № 1129 Міністерства оборони СРСР.
В 1963—1969 роках навчався в Львівському державному університеті на вечірньому відділенні іноземних мов, у 1967—1970 проходив аспірантуру.
1970 року захистив кандидатську дисертацію «Філософські проблеми інтеграційного підходу до наукового пізнання».
Залишається на роботі в університеті на кафедрі філософії, працює асистентом, старшим викладачем, доцентом — 1976.
1979 — захист докторської дисертації в Інституті філософії АН СРСР: «Методологічні аспекти становлення загальнонаукових категорій та підходів до пізнання».
В 1981—1986 роках працював у Інституті громадських наук АН УРСР, в 1986—1988 роках — провідний науковий співробітник — «Діалектичний та історичний матеріалізм».
З 1988 по 1992 рік завідує кафедрою філософії та політичної економії Українського поліграфічного інституту ім. Федорова.
У 1992—1993 роках працює професором кафедри філософії Дрогобицького державного педагогічного інституту ім. Франка.
З 1993 року працює завідувачем кафедри філософії Національного лісотехнічного університету України.
Його авторству належить понад 300 наукових та науково-методичних робіт, з них багато опубліковано в зарубіжних виданнях — англійською, іспанською, німецькою, російською, румунською, французькою мовами.
Входить до складу редакційних колегій наукових видань, в тому числі першої серії збірника «Науково-технічна інформація», Москва.
Деякі з його праць:
- 1978 — «Загальнонаукові категорії та підходи до пізнання. Філософський аналіз»,
- 1984 — «Категорії сучасної науки. Становлення та розвиток»,
- 1987 — «Технічні науки та інтегративні процеси. Філософські аспекти»,
- 1988 — «Інформаційний підхід до пізнання дійсності»,
- 1988 — «Інформатика: досягнення, перспективи, можливості»,
- 2009 — «Інформатика та сучасний світ. Філософські аспекти».